# Lucas Janson
Lucas Ezequiel Janson (Olavarría, 16 agosto 1994) è un calciatore argentino, attaccante del Boca Juniors.

## Carriera

### Tigre
Cresciuto nel settore giovanile del Tigre, ha esordito nella massima serie argentina nella stagione 2012-2013.
Segna la prima rete tra i professionisti, in occasione del match perso per tre reti ad uno contro il San Martin de San Juan.
Dopo 6 stagioni, 88 presenze e 10 reti, in tutte le competizioni, passa in prestito al Toronto FC.
Con il club americano debutta il 19 Agosto del 2018 nella prima giornata della Major League Soccer, in occasione del match, terminato in parità, disputato contro il San Jose Earthquakes, in cui realizza anche la prima rete ufficiale. L'esperienza in America si conclude con 12 presenze e 5 reti.
Di ritorno dal prestito, realizza una delle due reti nella finale valida per il titolo di campione della Copa de la Superliga.
Velez Sarsfield
Nel 2019 il Velez Sarsfield paga due milioni di dollari per acquisirne le prestazioni. Realizza la prima rete nel match vinto per tre reti ad uno contro il Newell's Old Boys.
Il 21 Aprile del 2021 rifila una doppietta al Flamengo in Coppa Libertadores.
L'anno successivo è uno dei grandi protagonisti del cammino della squadra in Coppa Libertadores, terminato in semifinale. Nella massima competizione continentale è autore di sette reti, di cui una al River Plate agli ottavi e due al Talleres de Cordoba ai quarti, grazie a cui diventa il massimo cannoniere del club nella suddetta competizione.
Il 31 Marzo 2023 raggiunge le 150 presenze con la maglia del Velez.
Con il Fortin confeziona 163 presenze, 40 goal e 18 assist in tutte le competizioni.

#### Boca Juniors
Nel 2023 diventa un nuovo giocatore del Boca Juniors per una cifra vicino ai 3 milioni di dollari. L'esordio con la nuova maglia arriva in occasione degli ottavi di finale di andata giocati contro il Nacional Montevideo. Il primo goal arriva nel match di Copa de la Liga Profesional disputato contro il Central Córdoba, vinto per tre reti a zero dagli ospiti.

## Statistiche

### Presenze e reti nei club
Statistiche aggiornate al 22 febbraio 2025.
| Stagione               | Squadra                | Campionato             | Campionato | Campionato | Coppe nazionali | Coppe nazionali | Coppe nazionali | Coppe continentali | Coppe continentali | Coppe continentali | Altre coppe | Altre coppe | Altre coppe | Totale | Totale |
| Stagione               | Squadra                | Comp                   | Pres       | Reti       | Comp            | Pres            | Reti            | Comp               | Pres               | Reti               | Comp        | Pres        | Reti        | Pres   | Reti   |
| ---------------------- | ---------------------- | ---------------------- | ---------- | ---------- | --------------- | --------------- | --------------- | ------------------ | ------------------ | ------------------ | ----------- | ----------- | ----------- | ------ | ------ |
| 2011-2012              | Tigre                  | PD                     | 0          | 0          | CA              | 0               | 0               | CS                 | 3                  | 0                  | -           | -           | -           | 3      | 0      |
| 2012-2013              | Tigre                  | PD                     | 14         | 1          | CA              | 1               | 0               | CL                 | 2                  | 0                  | -           | -           | -           | 17     | 1      |
| 2013-2014              | Tigre                  | PD                     | 8          | 0          | CA              | 0               | 0               | -                  | -                  | -                  | -           | -           | -           | 8      | 0      |
| 2014                   | Tigre                  | PD                     | 2          | 0          | CA              | 1               | 0               | -                  | -                  | -                  | -           | -           | -           | 3      | 0      |
| 2015                   | Tigre                  | PD                     | 9          | 0          | CA              | 0               | 0               | -                  | -                  | -                  | -           | -           | -           | 9      | 0      |
| 2016                   | Tigre                  | PD                     | 14         | 6          | CA              | 1               | 0               | -                  | -                  | -                  | -           | -           | -           | 15     | 6      |
| 2016-2017              | Tigre                  | PD                     | 10         | 0          | CA              | 0               | 0               | -                  | -                  | -                  | -           | -           | -           | 10     | 0      |
| 2017-2018              | Tigre                  | PD                     | 24         | 3          | CA              | 1               | 0               | -                  | -                  | -                  | -           | -           | -           | 25     | 3      |
| ago.-dic. 2018         | Toronto FC             | MLS                    | 11         | 4          | USOC            | 0               | 0               | -                  | -                  | -                  | CC          | 1           | 1           | 12     | 5      |
| gen.-giu. 2019         | Tigre                  | PD                     | 10         | 5          | CA              | 0               | 0               | -                  | -                  | -                  | CdSL        | 8           | 2           | 18     | 7      |
| Totale Tigre           | Totale Tigre           | Totale Tigre           | 91         | 15         |                 | 4               | 0               |                    | 5                  | 0                  |             | 8           | 2           | 108    | 17     |
| 2019-2020              | Vélez Sarsfield        | PD                     | 20         | 4          | CA+CdL          | 2+12            | 1+3             | CS                 | 10                 | 2                  | CdSL        | 1           | 0           | 45     | 10     |
| 2021                   | Vélez Sarsfield        | PD                     | 25         | 3          | CA+CdL          | 0+11            | 0+2             | CL                 | 8                  | 3                  | -           | -           | -           | 44     | 8      |
| 2022                   | Vélez Sarsfield        | PD                     | 25         | 4          | CA+CdL          | 3+14            | 0+7             | CL                 | 12                 | 7                  | -           | -           | -           | 54     | 18     |
| gen.-lug. 2023         | Vélez Sarsfield        | PD                     | 20         | 4          | CA+CdL          | 1+0             | 2+0             | -                  | -                  | -                  | -           | -           | -           | 21     | 6      |
| Totale Vélez Sarsfield | Totale Vélez Sarsfield | Totale Vélez Sarsfield | 90         | 15         |                 | 6+37            | 3+12            |                    | 30                 | 12                 |             | 1           | 0           | 164    | 42     |
| ago.-dic. 2023         | Boca Juniors           | PD                     | 0          | 0          | CA+CdL          | 2+12            | 0+2             | CL                 | 5                  | 0                  | -           | -           | -           | 19     | 2      |
| 2024                   | Boca Juniors           | PD                     | 10         | 0          | CA+CdL          | 0+8             | 0+0             | CS                 | 4                  | 0                  | -           | -           | -           | 22     | 0      |
| 2025                   | Boca Juniors           | PD                     | 2          | 0          | CA              | 1               | 1               | CL                 | 1                  | 0                  | Cmc         | -           | -           | 4      | 1      |
| Totale Boca Juniors    | Totale Boca Juniors    | Totale Boca Juniors    | 12         | 0          |                 | 3+20            | 1+2             |                    | 10                 | 0                  |             | -           | -           | 45     | 3      |
| Totale carriera        | Totale carriera        | Totale carriera        | 204        | 34         |                 | 70              | 18              |                    | 45                 | 12                 |             | 10          | 3           | 329    | 67     |

## Palmarès
- Canadian Championship: 1

Toronto FC: 2018
- Copa de la Superliga: 1

Tigre: 2019